# Divadelní Flora Olomouc
Festival Divadelní Flora Olomouc je mezinárodní nesoutěžní divadelní přehlídka, která se v Olomouci koná pravidelně od roku 1997. V průběhu let se Divadelní Flora vyprofilovala jako žánrově otevřená kulturní událost, již pravidelně doplňuje bohatý doprovodný program. Jedná se o přehlídku, která propojuje různé žánry a formy (činohra, tanec, performance) ale i tvůrce s publikem. Současným ředitelem festivalu je Petr Nerušil, který se na něm podílel jako dramaturg, produkční a nakonec jako ředitel. Pořadatelem festivalu je DW7, o.p.s., dříve Moravské divadlo Olomouc.

## O festivalu
Svým názvem odkazuje Divadelní Flora na mezinárodní zahradnickou výstavu Flora Olomouc, která se koná ve městě každoročně od roku 1967. Dramaturgie festivalu se orientuje na aktuální divadelní trendy, se zaměřením na německojazyčné inscenace. Nabídka Off programu se liší ročník od ročníku, zpravidla ale návštěvníkům nabízí divadlo pro děti, filmové projekce, koncerty, DJ sety, konference, debaty, besedy, výstavy nebo různé tvůrčí workshopy. Během festivalu vychází festivalový zpravodaj, který každý den reflektuje festivalové dění.

## Historie festivalu
Festival Divadelní Flora začínal jako přehlídka čtyř vícesouborových divadel z Moravy a Slezska. Prvního ročníku se účastnila následující divadla: Moravské divadlo Olomouc, Národní divadlo Brno, Národní divadlo moravskoslezské Ostrava a Slezské divadlo Opava. V počátcích bylo pořadatelem festivalu Moravské divadlo a společnost SPT Telecom. Od roku 1999 tvořila dramaturgii Divadelní Flory dramaturgyně Věra Mašková společně s šéfem činohry Moravského divadla Olomouc Peterem Gáborem. Ti také začali každému ročníku přiřazovat charakteristické motto, a to až do roku 2010. Od roku 2017 je každému ročníku opět přiřazeno charakteristické motto. Na podzim roku 2008 se organizátor festivalu změnil. Úlohu pořadatele po Moravském divadle Olomouc přebralo sdružení Divadlo Konvikt. Aktuálně je pořadatelem obecně prospěšná společnost DW7, která se transformovala ze sdružení Divadlo Konvikt.

## 1.-12. ročník (pořadatel Moravské divadlo)

### 1. ročník (7.–11. 5. 1997)
První ročník Divadelní Flory zahájilo Slezské divadlo v Opavě operou Bohéma od Giacoma Puccinoho. Ta byla diváky přijata pozitivně. Kromě výkonů sólistů Sylvy Pivovarčikové, Beaty Zádrapové a Pavla Kamase byly oceněny výkony dirigenta Petra Šumníka a režie Bedřicha Jansy. Dále se představilo Národní divadlo v Brně inscenací Zkrocení zlé ženy. Národní divadlo moravskoslezské v Ostravě přivezlo na Divadelní Floru muzikál Baladu pro banditu. Festival zakončilo Moravské divadlo Olomouc Mozartovým baletem Hoffmannovy povídky a operou Idomeneo s hostující americkou sopranistkou Paulette de Vaughn v roli Elektry.

### 2. ročník (18.–22.5.1998)
Druhý ročník festivalu měl dokonce dvě zahajovací představení. Prvním z nich byla Pohádka o líných strašidlech Divadla Šumperk určená dětem s postižením. Slavnostním večerním představením byl Sen noci svatojánské Moravského divadla Olomouc. Národní divadlo moravskoslezské představilo operu Wolfganga Amadea Mozarta Únos ze serailu a balet Adolpha Charlese Adama, Giselle. Slezské divadlo v Opavě přivezlo inscenaci Když tančila… Martina Shermana. Polský Teatr Zaglebia w Sosnowcu zakončilo druhý ročník Divadelní Flory představením Iwona, princezna burgundská.

### 4. ročník (28. 4.–2. 5. 2000) "Katarze lidského příběhu na konci tisíciletí"
Festival zahájilo pražské Studio Ypsilon s Prodanou nevěstou. V hlavních rolích se představili Marek Eben, Jaroslava Kretschmerová, Petr Vacek a Jiří Lábus. Jednalo se o netradiční pojetí opery Bedřicha Smetany. Teatro Tatro z Nitry odehrálo pod cirkusovým stanem inscenaci nazvanou Bianka Braselli – Dáma s dvoma hlavami. Představení Snu noci svatojánské studentů Vysokej školy múzických umění se odehrálo pod širým nebem na nádvoří Zbrojnice. Dále se představilo Klicperovo divadlo, Divadlo Komedie či pražský Divadelní spolek Kašpar. V rámci Divadelní Flory se kromě divadla promítaly dva filmy Ingmara Bergmana a konal se koncert duchovní hudby.

### 5. ročník (28. 4.–2. 5. 2001) "Lyricko-poetický rozměr - zapomenutá dimenze světa"
Zastoupena byla česká divadla z Brna, Českých Budějovic, Karlových Varů, Kladna, Olomouce, Ostravy, Pardubic a Prahy. Mezi zahraničními hosty bylo divadlo Teatr A Gliwice z Polska a slovenská divadla Astorka Korzo '90, Divadlo Slovenského národného povstania dnes Slovenské komorné divadlo a Divadlo Romathan Košice. Kritika nejvíce ocenila baletní triptych Stravinskij, Dvořák a Mozart Pražského komorního baletu, koncertní produkci Orchestru divadla Romathan, pardubickou inscenaci Maria Callas, českobudějovickou Krvavou svatbu a domácí Stříbrný vítr a finálovou Kouzelnou flétnu. Kromě divadel byly v rámci filmového programu promítány filmy z Francie, Polska, Ruska, SSSR a Velké Británie.

### 7. ročník (1.–5. 5. 2003) "Síla moci a moc bezmoci"
Hosty festivalu z českých divadel byly Činoherní studio Ústí nad Labem, Divadelní spolek Kašpar, Divadlo Neslyším, Divadlo v 7 a půl, Divadlo Petra Bezruče, Divadlo v Řeznické, Divadlo pod Palmovkou, Divadlo Kvelb a Moravské divadlo Olomouc, ze Slovenska divadlo Andreja Bagara a Divadlo Slovenského národního povstání, z Polska se přijelo představit divadlo Teatr A Gliwice.

### 8. ročník (30. 4.–7. 5. 2004) "Křehkosti, je tvé jméno žena…?"
Hosty festivalu z českých divadel byly Moravské divadlo Olomouc, Divadlo 7 a půl, Divadlo buchty a loutky, A studio Rubín, Dejvické divadlo, Alfred ve dvoře, Divadlo Kvelb a Divadlo Continuo a ze Slovenska Divadlo Stromy (Bratislava), Teatr Stara Prochoffnia (Warszawa) z Polska a Teatr Novogo Fronta z Ruska.

### 9. ročník (28. 4.–6. 5. 2005) "On+a"
V tomto ročníku z českých divadel byly hosty festivalu Moravské divadlo Olomouc, Slovácké divadlo, Divadlo na Vinohradech, Divadlo Ungelt, Divadlo Nablízko, Divadlo pod Palmovkou, Komorní činohra a Klicperovo divadlo. Ze Slovenska pak přijela divadla Divadlo Aha a Divadlo Astorka '90.

### 10. ročník (27. 4.–5. 5. 2006) "Na hranici skutečnosti"
Hosty festivalu z českých divadel byly Moravské divadlo Olomouc, Divadlo 7 a půl, Městské divadlo Brno, Divadlo Continuo, Divadlo Viola, HaDivadlo, Divadlo Na zábradlí, A studio Rubín a Divadlo Petra Bezruče. Ze zahraničních hostů byla přítomna divadla ze Slovenska, a to Divadlo Alexandra Duchnoviča, Slovenské národné divadlo a Divadlo Andreja Bagara a Teatr Novogo Fronta z Ruska.

### 11. ročník (13.–20. 5. 2007) "Člověk mezi lidmi"
Divadla Moravské divadlo Olomouc, Divadlo v Řeznické, Slovácké divadlo, Divadlo Komedie, Činoherní studio Ústí nad Labem, Dejvické divadlo, HaDivadlo, Divadlo Petra Bezruče a Národní divadlo moravskoslezské byla hosty 11. ročníku festivalu. Zahraniční hosté přijeli ze Slovenska, a to Slovenské komorné divadlo, Divadlo Alexandra Duchnoviča a z Polska Teatr Provisorium & Kompania Teatr (Lublin).

### 12. ročník (13.–22. 5. 2008) "Bytí a čas"
Zahraničními hosty byla dvě divadla ze Slovenska a jedno z Polska, jmenovitě Divadlo Andreja Bagara a Slovenské národné divadlo a Scena Prapremier InVitro (Lublin). Z českých divadel byly hosty festivalu Moravské divadlo Olomouc, Městské divadlo Brno, Činoherní klub, Divadla Continuo, Divadlo T.E.J.P., Divadlo Petra Bezruče, Divadlo DISK a Divadlo Komedie.

## 13.-23. ročník (pořadatel DW7, o.p.s.)

### 13. ročník (12.–21. 5. 2009) "Válka idejí"
Třináctého ročníku se účastnila následující divadla: Moravské divadlo Olomouc, Divadlo Husa na provázku, Studio DAMÚZA, Divadlo Feste, Klicperovo divadlo, Národní divadlo, Divadlo Petra Bezruče, Divadlo v Dlouhé, skupina Boca Loca Lab, Divadlo Andreja Bagara ze Slovenska a Teatr Provisorium & Kompania Teatr (Lublin) z Polska.

### 14. ročník (11.–21. 5. 2010) "Nová klasika"
Zahraničním hostem bylo divadlo ze Slovenska Štátné divadlo Košice. Hosty festivalu z českých divadel byly Moravské divadlo Olomouc, Divadlo DNO, Divadlo na Vinohradech, Divadlo v Dlouhé, Vosto5, Slovácké divadlo a Divadlo Petra Bezruče.

### 15. ročník (13.–21. 5. 2011)
Moravské divadlo Olomouc, Divadlo Reduta, A studio Rubín, Divadlo Komedie, Divadlo v Dlouhé, Divadlo Husa na provázku, Studio DAMÚZA, Vosto5, Městské divadlo Kladno, Divadlo DNO a Dejvické divadlo byly hosty patnáctého ročníku festivalu.

### 16. ročník (10.–20. 5. 2012)
Tento ročník festivalu představil tři programové sekce: Power of the Visegrad Dance, Režie: Jan Mikulášek a Žádná komedie!

### 17. ročník (9.–20. 5. 2013)
I tento ročník měl festival tři programové sekce. První z nich nesla název Scéna Moravského divadla, kde se představila následujících česká divadla: Moravské divadlo Olomouc, Národní divadlo Brno / Divadlo Reduta, Slovácké divadlo a Divadlo v Dlouhé. Druhá programová sekce se jmenovala Činohra v S-Cube, kde byly uvedeny inscenace Studia Hrdinů, Pražského komorního divadla, Divadla Husa na provázku a Divadla Petra Bezruče. Poslední programou sekcí tvořil tanec a performing arts.

### 18. ročník (15.–25. 5. 2014)
V tomto ročníku představila Divadelní Flora celkem sedm programových sekcí: Jak je důležité míti Havla, Visegrad Performing Arts, Fokus: Bezruči, Režie: Daniel Špinar, Přesahy, Vosto5 a Best od MDO (Moravské divadlo Olomouc).

### 19. ročník (8.–17. 5. 2015)
Devatenáctý ročník festivalu měl celkem pět programových sekcí: Fokus: Slovensko, Divadlo na Zábradlí, Režie: Jiří Havelka, Visegrad Performing Arts a Spitfire Company.

### 20. ročník (13.–22. 5. 2016)
Hlavní tváří tohoto ročníku festivalu se stala rakouská herečka Stefanie Reinsperger. Divadelní Flora představila celkem šest programových sekcí: Regie: Dušan D. Pařízek, Wien; Studio Hrdinů Praha, Divadlo Na zábradlí Praha, Moravské divadlo Olomouc, Tanec a hudba a Visegrad Performing Arts.

### 21. ročník (12.–21. 5. 2017) "Tekutá Evropa"
Herec Stanislav Majer se stal hlavní tváří 21. ročníku festivalu. Celkem byly představeny čtyři programové sekce: Tekutá Evropa, Pestré Nizozemsko, Visegrad Performing Arts a Studio Hrdinů.

### 22. ročník (10.–20. 5. 2018) "Proti zdi"
Hlavní tváří 22. ročníku byl herec Miloslav König. Byly představeny dvě programové sekce: Proti zdi (Gegen die Wand) a Visegrad Performing Arts.

### 23. ročník (15.–26. 5. 2019) "Šepoty a výkřiky"
Herečka Lucie Trmíková se stala hlavní tváří 23. ročníku. Celkem byly představeny dvě programové sekce: Proti zdi (Schreie und Flüstern) a Fokus: Korea. Program filmové sekce pod názvem Režie: Ingmar Bergman se soustředil na díla tohoto režiséra.

## FloraLab
Festival Divadelní Flora nabízí edukativní program FloraLab, který si klade za cíl vzdělávat účastníky za pomocí besed, seminářů a workshopů a úzce propojovat publikum s tvůrci. Program je určen studentům vysokých divadelních škol uměleckých a uměnovědných oborů. Jmenovitě se účastní studenti Univerzity Palackého v Olomouci, Masarykovy univerzity, Janáčkovy Akademie múzických umění v Brně, Divadelní fakulty Akademie múzických umění a Vysoké školy múzických umění v Bratislavě.

## Ocenění
Dne 29. 9. 2019 získal Festival Divadelní Flora ocenění EFFE LABEL, která je evropskou značkou kvality udělovanou evropským festivalům.

## Galerie

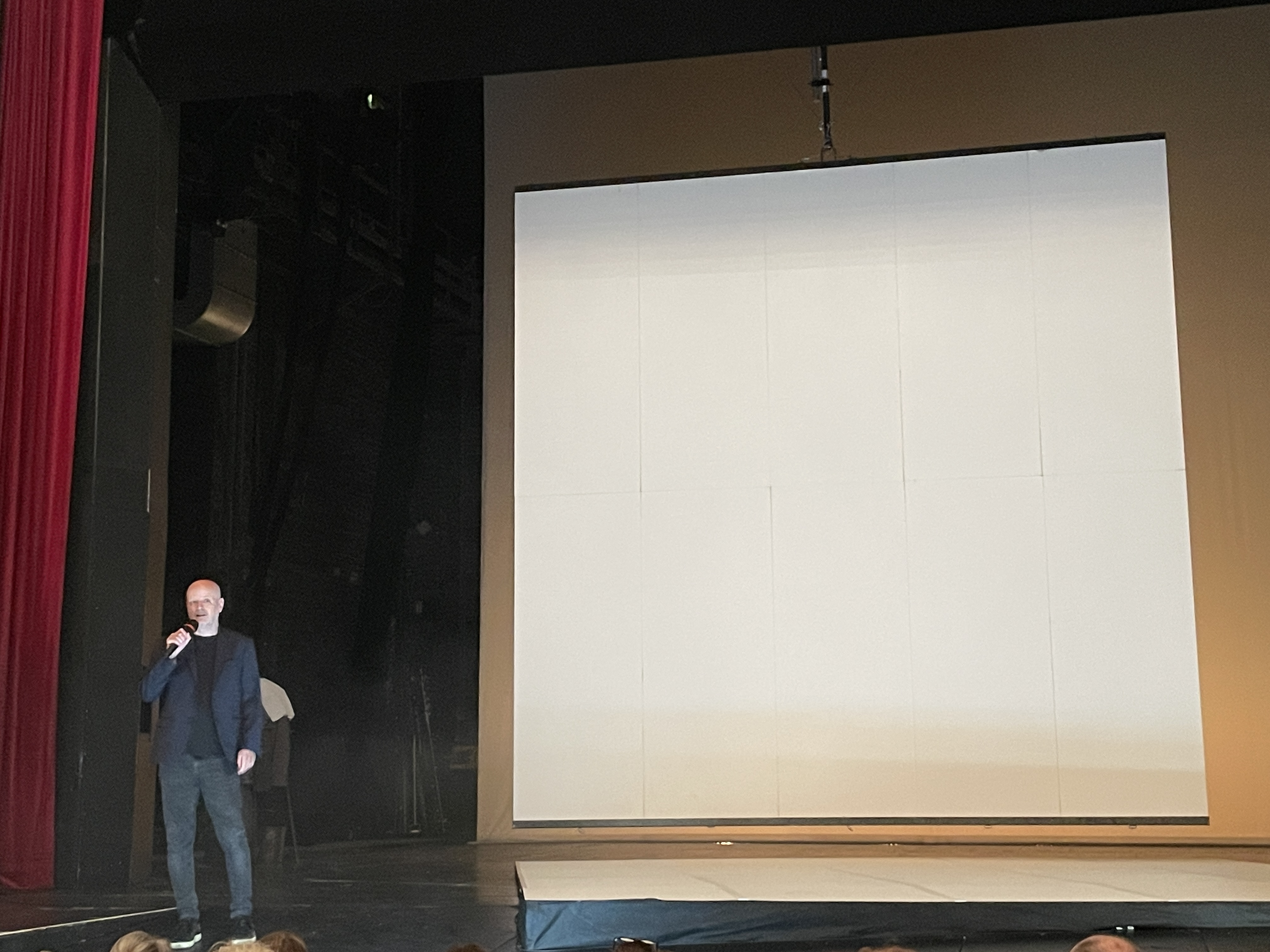
Petr Nerušil, zakončení ročníku 2024
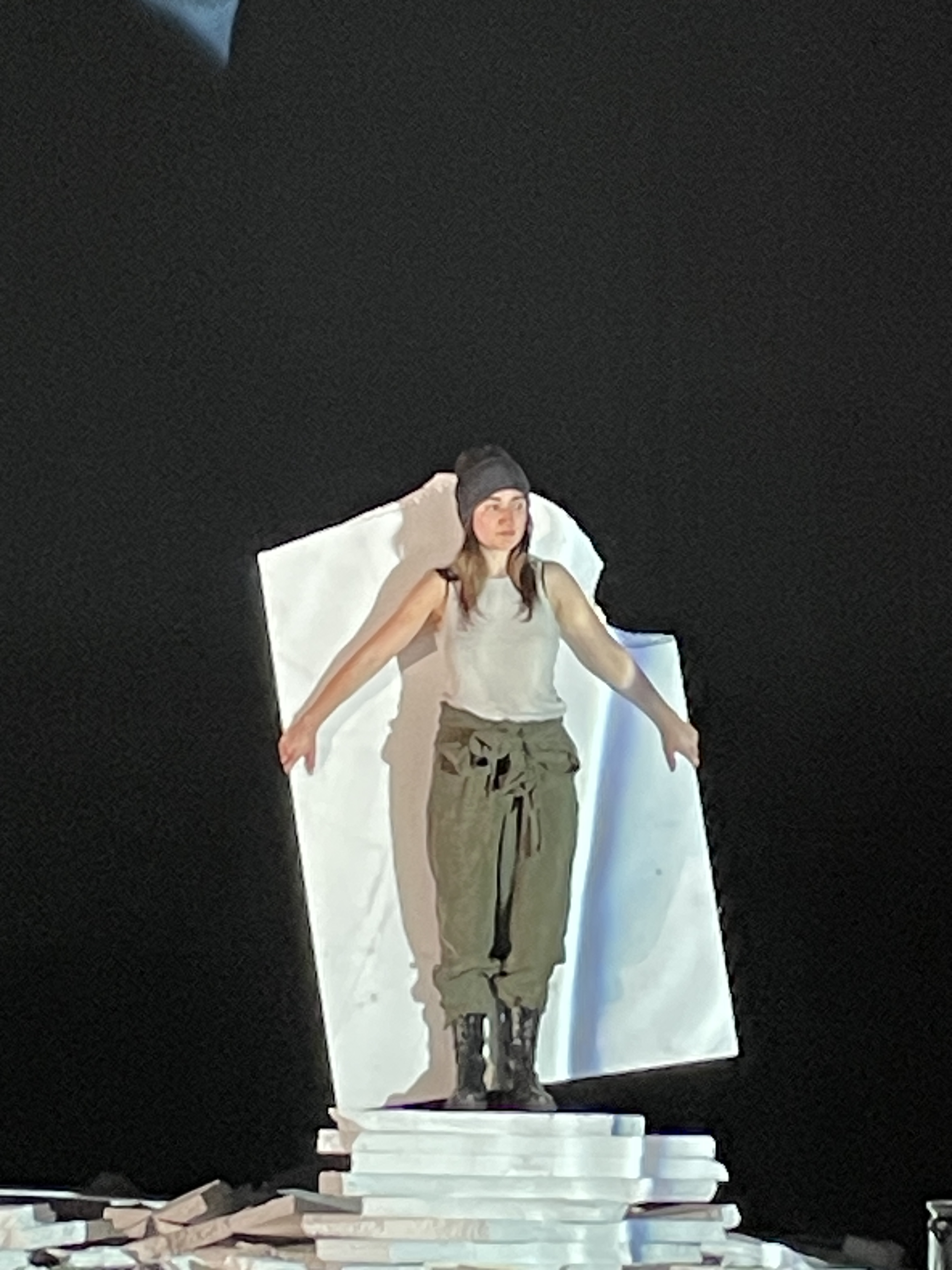
Představení Za západní frontě klid / Zelené koridory
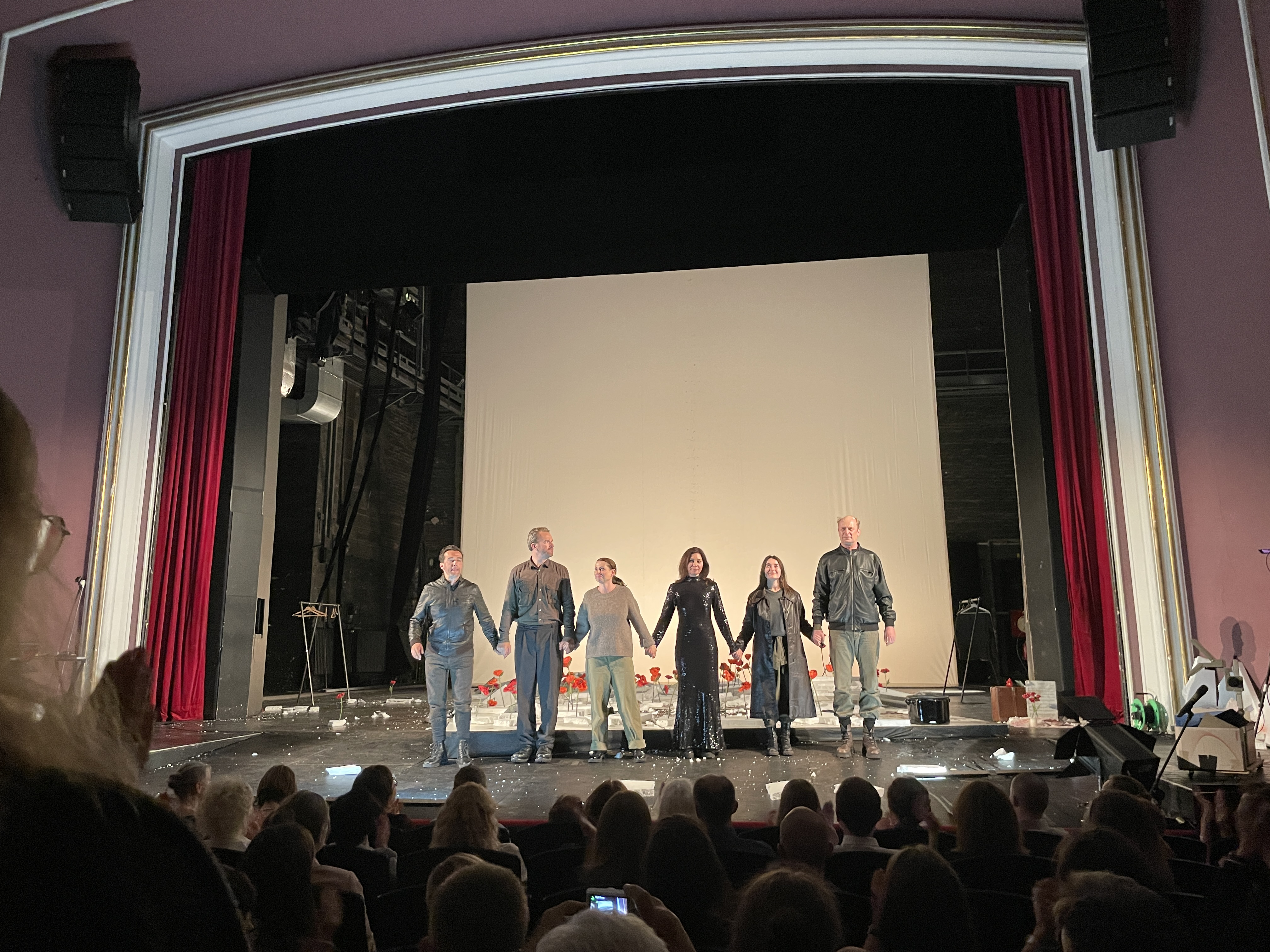
Představení Za západní frontě klid / Zelené koridory
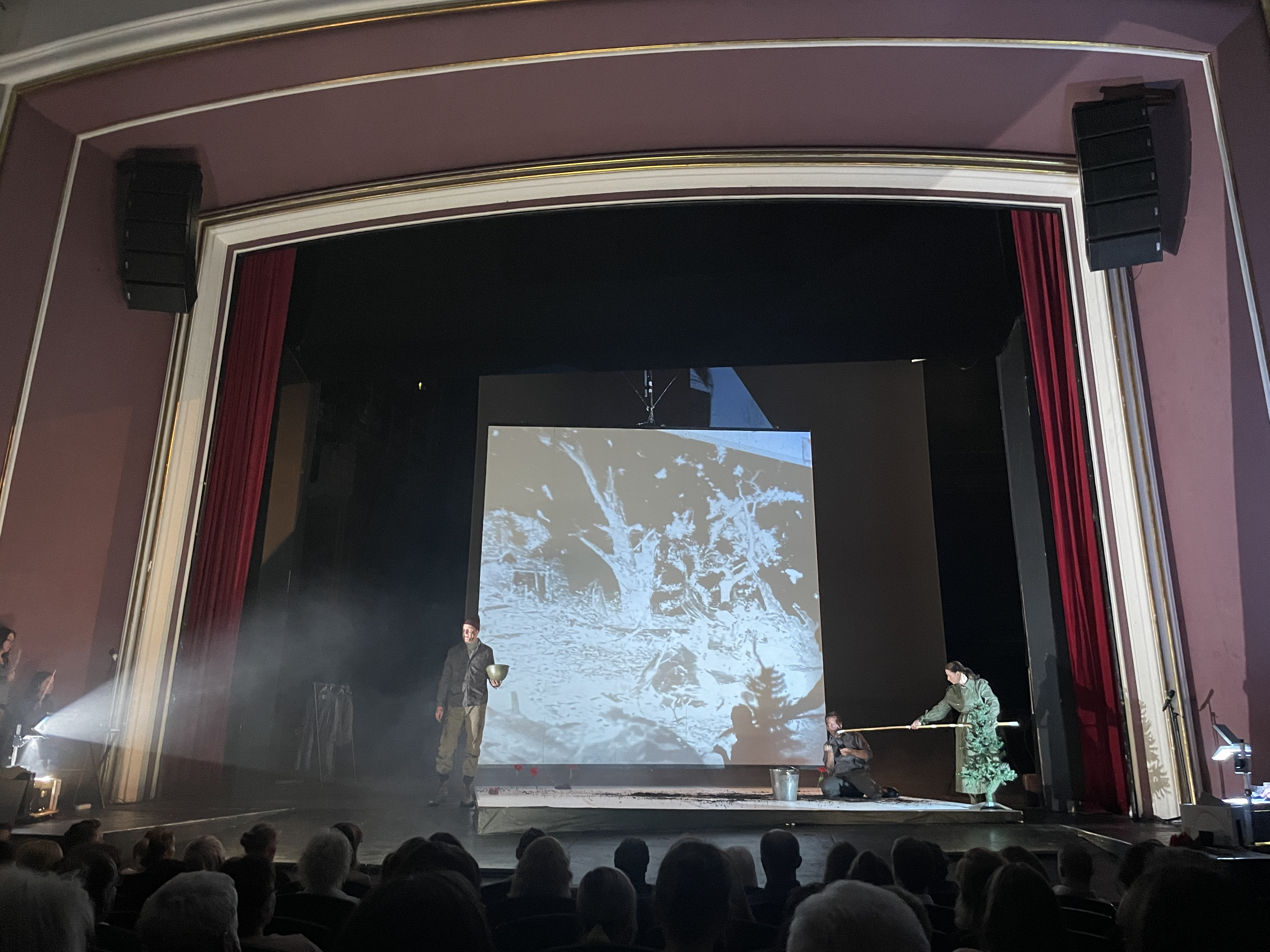
Představení Za západní frontě klid / Zelené koridory
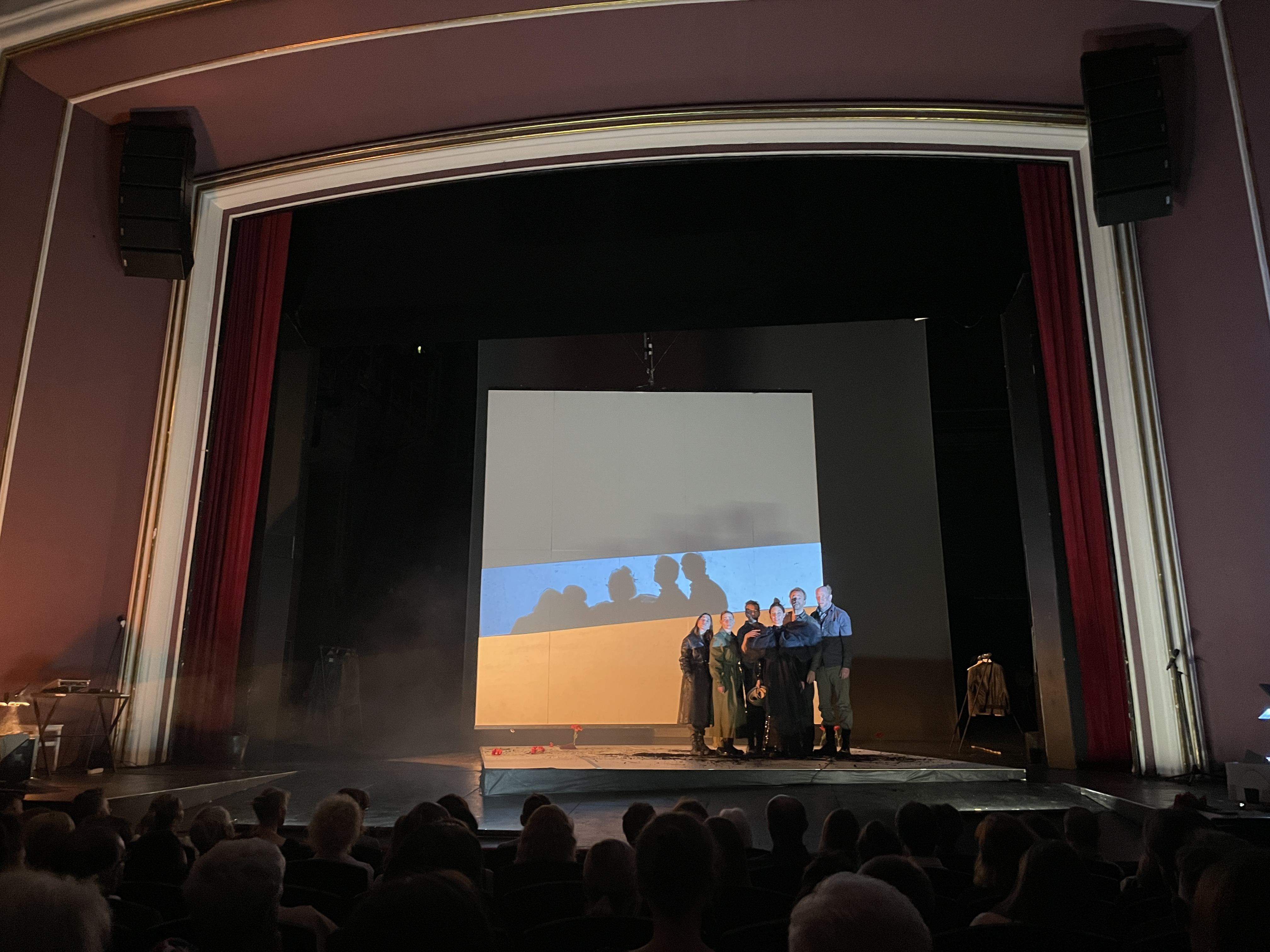
Představení Za západní frontě klid / Zelené koridory